# Канал Огайо — Ері
Огайо — Ері (англ. Ohio and Erie Canal) — колишній судноплавний канал у США, у штаті Огайо. Був побудований у 1825 — 1832 роках. Перша побудована ділянка каналу з'єднувала місто Акрон з річкою  Кайахоґа біля її гирла на озері Ері в межах міста Клівленда, а пізніше канал з'єднав Ері з річкою Огайо поблизу Портсмута. Він також мав зв'язок з іншими канальними системами в Пенсільванії. Довжина траси каналу становила 496 км.
Канал відіграв важливу роль у розвитку регіону, втратив своє значення в ролі транспортної артерії у 1860-х роках у зв'язку з будівництвом залізниць. З 1860-х років використовувався для промислового й побутового водопостачання. Тепер (2019) значна частина каналу осушена. Більшість частин каналу, що збереглися, перебувають у віданні Служби національних парків або Департаменту природних ресурсів Огайо. Вони використовуються для різних рекреаційних цілей, крім того, забезпечують водою деякі промислові підприємства. Залишки каналу на окремих ділянках є національною історичною пам'яткою.

## Історія

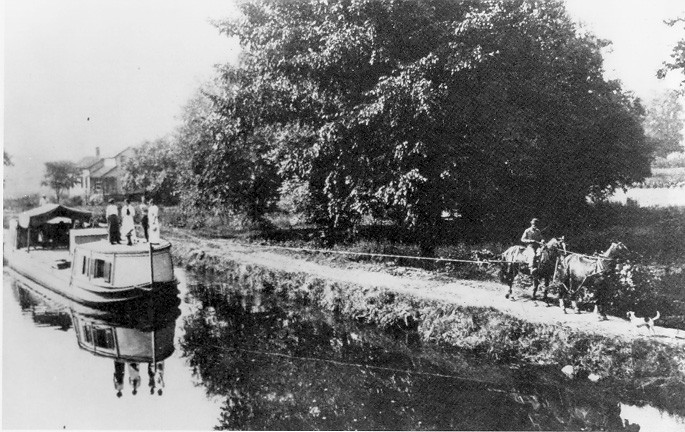
Канал Огайо — Ері у 1902 році. Перетягування човна кіньми.

Перша ділянка каналу, що з'єднала Клівленд і Акрон, була побудована у 1825—1827 роках і була введена в експлуатацію 3 липня (за іншими даними 4 липня) 1827 року, коли перший човен вирушив з Акрона до Клівленда, куди він прибув 4 липня 1827 року. Ця ділянка була завдовжки 37 миль (60 км) і мала 41 (за іншими даними 44) шлюзи і 3 акведуки. Середня швидкість човна на каналі становила 4 км/год, він міг перевозити 10 т вантажу, що робило перевозки каналом значно ефективнішими за перевозки тогочасним наземним транспортом. Акрон і Клівленд були розташовані на річці Кайахоґа, однак, вона має порожисте річище й судноплавна лише у верхів'ях. З цієї причини між поселеннями було споруджено канал. Сам Клівленд, який вперше з'явився на карті в якості села тільки в 1814 році, процвітав за рахунок судноплавства, що почалося після завершення будівництва першої ділянки каналу, і став містом у 1836 році. Протягом 47 років канал Огайо — Ері обслуговував Клівленд та його промислові підприємства. Вочевидь, Клівленд був діловим, економічним, центром каналу Огайо — Ері.
У період між 1827 і 1832 роками було побудовано ділянку каналу від міста Акрона до річки Огайо. Розвиток залізниць в регіоні в середині 19 століття значно послабив позиції каналу як транспортного шляху. Вантажні перевезення каналом було припинено у 1861 році. З 1862 по 1913 роки канал використовувався для промислового й побутового водопостачання. У 1913 році важливі ділянки каналу було зруйновано великою повінню, після чого значна частина каналу була занехаяна. Однак, збережені ділянки каналу й надалі використовувалися для водопостачання.

## Опис
Довжина каналу становила 496 км. На каналі було споруджено 146 шлюзів, різниця висот між його кінцями становила 368 м. Крім того, було ще 5 живільних каналів, що додали 39,9 км довжини й 6 додаткових шлюзів. Таким чином, у системі каналу було 152 шлюзи. В перетині ширина каналу складала 12 м у горишній частині і 8 м у нижній частині, мінімальна глибина каналу становила 1,2 м. На окремих ділянках каналу ці розміри були більшими.
Траса каналу Огайо — Ері від Акрона до Клівленда проходила вздовж річки Кайахоґа, неподалік від її правого берега. В трьох місцях траса каналу проходила по акведуках над цією річкою та її притоками.

## Сучасний стан

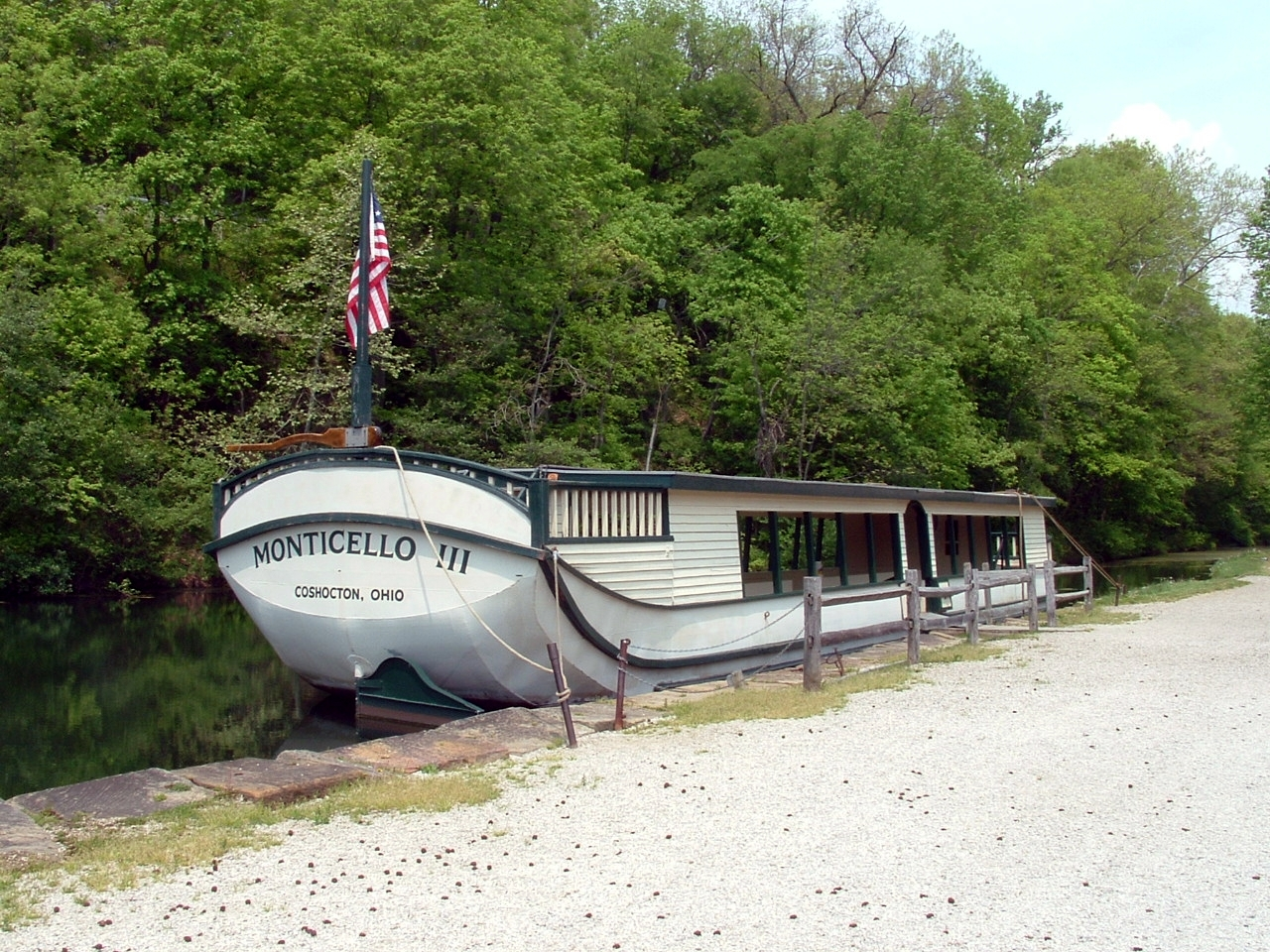
Реставрований човен каналу Огайо — Ері.

Досьогодні (2019) траса каналу й гідротехнічні споруди на ньому збереглися частково, на певних ділянках, причому є як ділянки каналу, заповнені водою, так й ділянки, збережені як історичні пам'ятки, однак без води.

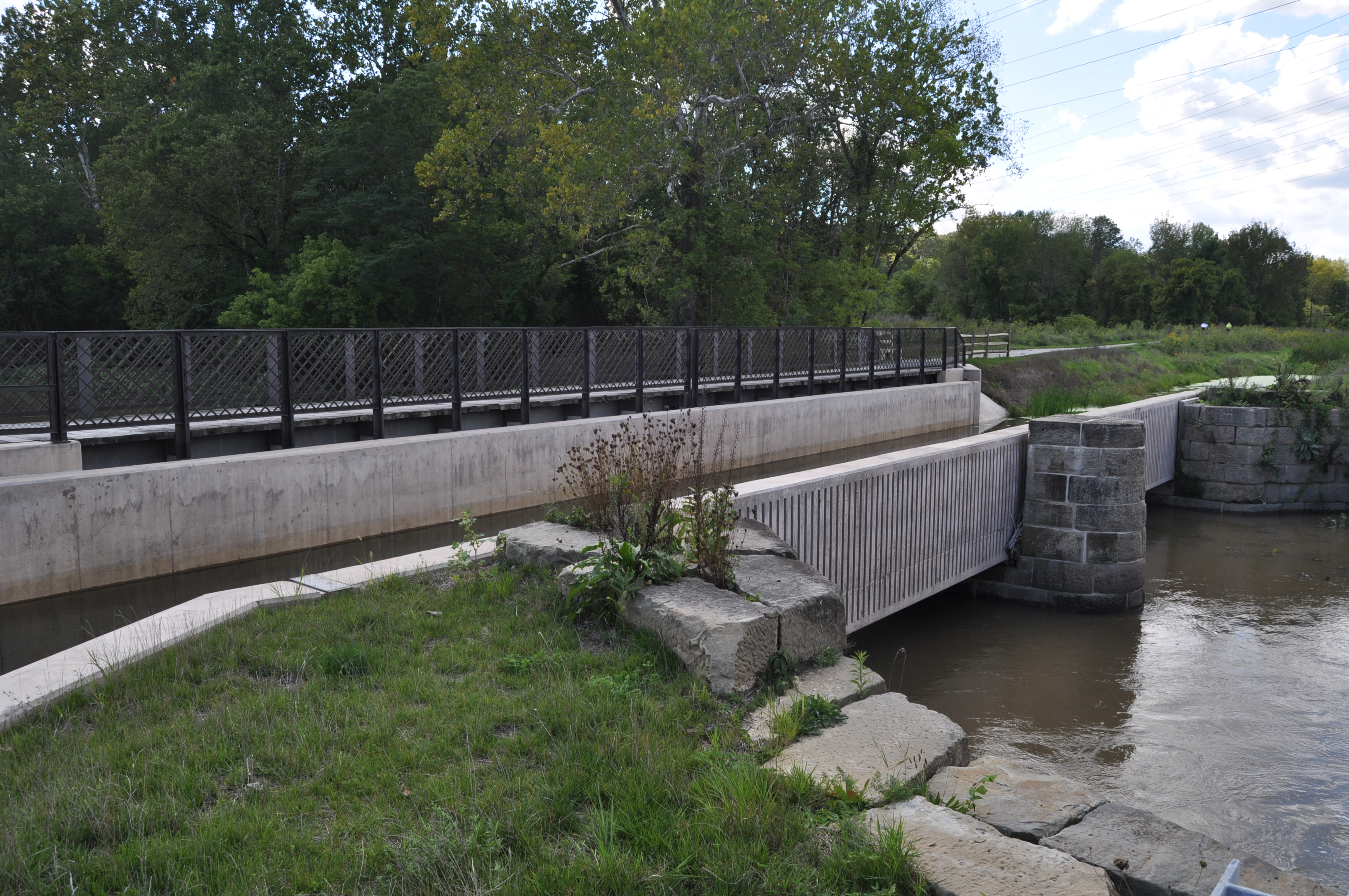
Водний міст (транспортний акведук) над річкою Тінкерс, по якому проходить вода каналу.

Ділянка каналу біля села Валлі-В'ю, розташованого на південь від Клівленда, довжиною біля 4 миль у 1966 році була визнана національною історичною пам'яткою США. Ця ділянка заповнена водою, вона починається від Брексвільської греблі (водопідйомної греблі каналу Огайо — Ері) й закінчується в Клівленді. На ній розташовані 3 шлюзи — № 37, № 38, № 39, акведук, прокладений над річкою Тінкерс (права притока Кайахоґи), та ще дві споруди 19 століття. Ця ділянка каналу проходить через національний парк Кайахоґа-Валлі. Майже вся вона (без частини в межах Клівленда) у 1989 році була передана до Служби національних парків.
Деякі ділянки каналу Огайо — Ері південніше Акрона також заповнені водою.